# Raveniola arthuri
Espèce
Raveniola arthuri est une espèce d'araignées mygalomorphes de la famille des Nemesiidae.

## Distribution
Cette espèce est endémique de la province de Diyarbakır en Turquie,. Elle se rencontre vers Eğil.

## Description
La carapace du mâle holotype mesure 4,8 mm de long sur 4,1 mm et l'abdomen 5,7 mm.
Le mâle décrit par Zonstein, Kunt et Yağmur en 2018 mesure 14,85 mm.

## Étymologie
Cette espèce est nommée en l'honneur d'Arthur Emile Decae.

## Publication originale
- Kunt & Yağmur, 2010 : A new species of the mygalomorph spider genus Raveniola Zonstein, 1987 (Araneae; Nemesiidae) from Turkey. Turkish Journal of Zoology, vol. 34, p. 305-309 (texte intégral).